# Спектральна класифікація астероїдів
Спектральна класифікація астероїдів — система класифікації астероїдів, що спирається на показники кольору, альбедо і характеристики спектру відбитого сонячного світла. 

## Історія
Початкова класифікація розроблена у 1975 році. Автори: Кларк Р. Чепмен (Clark R. Chapman), Девід Моррісон (David Morrison) і Бен Целлнер (Ben Zellner). 
Ця класифікація визначала лише 3 типи:
Тип С — вуглецеві, 75 % відомих астероїдів. Мають темну поверхню, як у вуглецевих хондритів.
Тип S — силікатні, 17 % відомих астероїдів. Яскравіші та червоніші.
Тип М — металічні, більшість інших астероїдів. Схожі на залізо-нікелеві метеорити.
Крім кольору зараз відомо багато характерних інфрачервоних та ультрафіолетових ліній, які застосовують для класифікації астероїдів. За цими даними виділяють 5 основних класів: A, C, D, S, T. Астероїди 4 Веста, 349 Дембовська і 1862 Аполлон не вписалися в цю класифікацію: кожен з них зайняв особливе місце і вони стали прототипами нових класів, відповідно V, R і Q, до яких тепер включають й інші астероїди. З численної групи С-астероїдів потім виділено класи B, F і G. Сучасна класифікація налічує 14 типів астероїдів, позначених (в порядку зменшення кількості) літерами S, C, M, D, F, P, G, E, B, T, A, V, Q, R. Оскільки альбедо у С-астероїдів нижче, ніж у S-астероїдів, виникає спостережна селекція: темні С-астероїди важче виявити. Однак, якщо цей фактор врахувати, найчисленнішим класом буде саме клас С-астероїдів.
З порівняння спектрів астероїдів різного типу зі спектрами зразків чистих мінералів сформувалися 3 великі групи, що об'єднують по кілька класів: так звана примітивна (C, D, P, Q), метаморфічна (F, G, B, T) і магматична (S, M, E, A, V, R). Поверхня примітивних астероїдів багата вуглецем та водою, метаморфічні містять менше води і летких речовин, ніж примітивні; магматичні вкриті складними мінералами, які, ймовірно, сформувалися з розплаву. Внутрішня область головного поясу густо населена магматичними астероїдами, у середній частині поясу переважають метаморфічні, а на периферії — примітивні астероїди. Це вказує, що в період формування сонячної системи в поясі астероїдів існував різкий градієнт температур[джерело?].
Хімічний склад поверхні астероїдів може бути визначений за допомогою спектроскопії чи спектрофотометрії (остання, звісно, має нижчу точність).

## Класифікація Толена (Tholen)
Ця класифікація довгий час була найширше вживаною спектральною класифікацією астероїдів. Запропонована вона була Девідом Толеном (David J. Tholen) у 1984 році. Розроблена за спектрами у широкому діапазоні (між 0,31 мкм та 1,06 мкм), отриманими під час огляду «Eight-Color Asteroid Survey (ECAS)» у 1980 році, включала також виміряні альбедо. Початкова версія класифікації була розроблена на 978 астероїдах. Включає в себе 14 типів, більшість астероїдів потрапили до трьох широких категорій та декількох малих типів.
C-група темних вуглецевих астероїдів, містить кілька підтипів:
- B-тип (2 Паллада)
- F-тип (704 Interamnia)
- G-тип (1 Церера)
- C-тип (10 Гігея) – залишкова більшість «стандартних» астероїдів C-типу. Ця група містить порядка 75% всіх астероїдів взагалі.
- S-тип (15 Eunomia, 3 Юнона) – силікатні (кам'яні) астероїди. Цей клас містить приблизно 17% всіх астероїдів

X-група:
- M-тип (16 Psyche) – металеві астероїди, третя по заселеності група.
- E-тип (44 Nysa, 55 Pandora) відрізняється від М-типу більшим альбедо.
- P-тип (259 Aletheia, 190 Ismene; CP: 324 Bamberga) має нижче альбедо, ніж М-тип.

Малі класи:
- A-тип (446 Aeternitas)
- D-тип (624 Гектор)
- T-тип (96 Aegle)
- Q-тип (1862 Аполлон)
- R-тип (349 Дембовська)
- V-тип (4 Веста)

## SMASS класифікація
Оскільки до попередніх класифікацій існували суттєві питання з приводу того, чи визначають вони однозначно хімічний склад, потрібно було створити нову, більш деталізовану.
Цю, наразі найновішу, класифікацію розробили Schelte J. Bus та Richard P. Binzel у 2002 році, вона базується на огляді «Small Main-Belt Asteroid Spectroscopic Survey (SMASS)» 1447 астероїдів. Цей огляд знімав спектри з кращою роздільною здатністю, ніж ECAS, і був здатний розрізнити багато вужчих спектральних особливостей. Однак, він охоплював і вужчий діапазон довжин хвиль (0,42 мкм — 0,92 мкм). Також не враховувалося альбедо. Астероїди було поділено на 24 класи. Більшість з них знову потрапило до трьох широких класів C, S і X.
- C-група вуглецевих астероїдів, включаючи:
  - B-тип, який здебільшого перекривається з типами B та F класифікації Толена (Tholen).
  - C-тип – найбільш стандартний із не-B вуглецевих об'єктів.
  - Cg, Ch та Cgh — типи, які, по-суті, є деталізацією Толенівського G типу.
  - Cb перехідний тип – проміжний між типами C та B.
- S-група силікатних (кам'яних) об'єктів, включаючи:
  - A-тип
  - Q-тип
  - R-тип
  - K-тип – новий (181 Eucharis, 221 Eos)
  - L-тип – новий (83 Beatrix)
  - S-тип – «найстандартніший» із S групи
  - Sa, Sq, Sr, Sk та Sl — перехідні (проміжні) між типом S та іншими типами групи.
- X-група здебільшого металевих астероїдів, включає:
  - X-тип – найстандартніший тип X групи, який містить об'єкти, класифіковані Толеном як M, E, чи P-типу.
  - Xe, Xc та Xk – перехідні типи між X та типами, що позначені відповідною малою літерою.
  - T-тип
  - D-тип
  - Ld-тип – новий тип з екстремальнішими спектральними характеристиками, ніж L-тип.
  - O-тип – мала категорія (3628 Božněmcová)
  - V-тип.

Як було виявлено, значна кількість малих астероїдів потрапила до типів Q, R і V, які в Толенівській класифікації були представлені лише одним астероїдом. Це підтвердило доцільність виділення даних типів.